# Franz Vinck

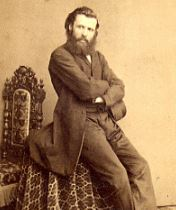
Franz Vinck

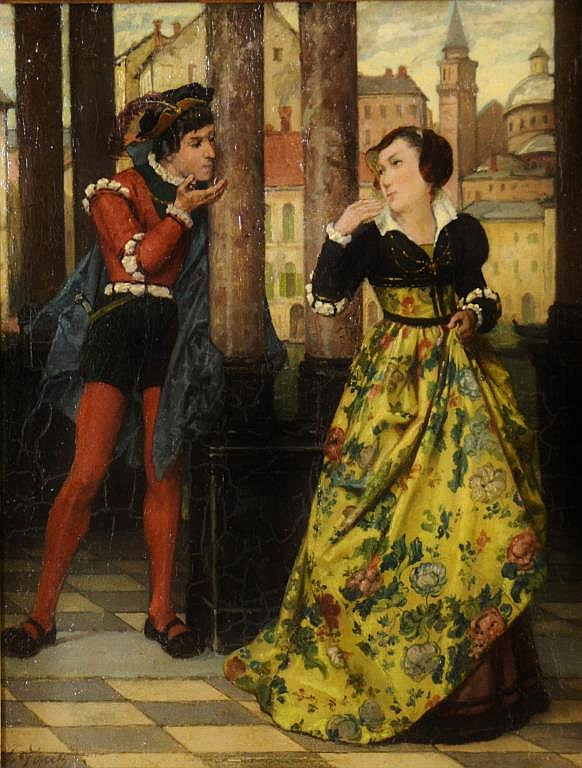
Franz Vinck: Der Luftkuss

Franz Vinck, vollständig Frans Kasper Huibrecht Vinck, (* 14. September 1827 in Antwerpen; † 17. Oktober 1903 in Berchem) war ein belgischer Genremaler und Kunstpädagoge.
Vinck studierte an der Koninklijke Academie voor Schone Kunsten van Antwerpen bei Josephus Laurentius Dyckmans. Um 1866 studierte er privat bei Hendrik Leys.
1846 nahm er erstmals an einer Ausstellung teil, dem Dreijahres-Salon in Antwerpen. Später stellte er seine Werke in Brüssel, Dünkirchen, Londos, Wien und Philadelphia aus. In den Jahren 1850 und 1852 nahm er erfolglos am Prix-de-Rome-Wettbewerb für Malerei teil. Er unternahm Studienreisen nach Frankreich. Italien und die Länder des Nahen Ostens.
Er wurde zum Professor an den Akademien von Antwerpen und Dendermonde ernannt.
Vinck malte biblische Szenen, historische Szenen, die oft im Mittelalter oder in der Renaissance stattfanden, und Porträts.